# Шевелево (Кімрський район)
Шевелево (рос. Шевелево) — присілок в Кімрському районі Тверської області Російської Федерації.
Населення становить 82 особи. Входить до складу муніципального утворення Центральне сільське поселення.

## Історія
Від 2005 року входить до складу муніципального утворення Центральне сільське поселення.

## Населення
| 2010 |
| ---- |
| 82   |